# Capsala poeyi
Capsala poeyi är en plattmaskart. Capsala poeyi ingår i släktet Capsala och familjen Capsalidae. Inga underarter finns listade i Catalogue of Life.